# 有限合伙
有限合伙（英語：Limited Partnership，簡稱LP），香港称“有限责任合伙”，是一种类似于普通合伙的合伙企业，只是除了“普通合伙人”之外，有限合伙还可以包括“有限合伙人”。
- 普通合夥人的法律地位在几乎所有范围与普通合伙企业里的合伙人一模一样。他们拥有经营权、享受预先确定的盈利、而且在债务上承担与普通合伙企业同样的连带责任。通常在法律上，普通合伙人有表见代理权，这可以让他们用自己身份使企业加入契约。
- 有限合伙人类似于股份有限公司里的股东。他们只有有限责任，当负债时，他们的损失不超过他们的投资资本。因此他们没有直接经营权。有些合伙契约里包含支付有限合伙人股息的条文。设立或更改有限合伙的组合时，大多国家和地区都要求有限合伙人与有关部门登记，声明自己的资本。在代表企业时，有限合伙人必须声明自己所拥有的地位或权利，因为他们没有表见性的代理权和经营权。

有限合伙與有限责任合伙性质不同，有限责任合伙里所有合伙人都有。

## 历史
最早的有限合伙出现于公元前三世纪的古罗马称为。在罗马帝国兴旺时期，这些合伙组织相当于现代的股份有限公司：有上百位投资者、股权可以随意在市场上转让。不同于当代公司是，其中必须有一位能够承担无限责任的合伙人。
在公元十世纪的意大利，此概念被复生称为用来促进海运贸易。这些合伙一般包括一位有无限责任的海运商人和一些有限责任的投资者。当时这种制度没有被用来建立长期投资资源，因为其资产保护能力比较差。
1673年让-巴普蒂斯特·柯尔贝尔的政策和1807年的法国民法典巩固了有限合伙概念在欧洲法律里的保护。有限合伙制度于19世纪初期在美国出现，当时法律严格，并不流行。英国在1907年建立有限合作法。

## 各地制度

### 中国大陆
中国大陆有限合伙制度在2006年编入《中华人民共和国合夥企业法》。

### 台湾
2015年6月6月24日公佈中華民國《有限合伙法》，同年11月30日施行。

### 美国
美国的有限合伙（Limited partnership; LP）在影视业和房地产业比较流行。有限合伙可以用来建立劳动者和投资者合作的中小型企业，这样投资者可以保护自己其它的财产而且不需交纳公司税。许多私募基金常把这种企业作为他们主要的投资项目。
一些州，允许有限责任有限合伙（limited liability limited partnership；LLLP）。在这种有限合伙里，普通合伙人之间享受有限责任合伙的保护。

### 日本
日本商法历史上就允许两种有限合伙：
- ：一种私有公司其部分股东拥有无限责任。
- ：一种合伙其非事务合伙人欣赏有限责任。在经营场合下，他们应该是“匿名的”。

日本国会1999年通过了新的合伙法允许建立。这种合伙类似于以上描述的欧美类型有限合伙，只是在税收上不同。